# Laura Ludwig
Laura Ludwig (* 13. Januar 1986 in Köpenick, Ost-Berlin; heute Laura Ludwig-Bowes) ist eine deutsche Beachvolleyballspielerin. Mit Kira Walkenhorst wurde sie 2016 Olympiasiegerin und 2017 Weltmeisterin. Außerdem war sie bisher viermal Europameisterin und siebenmal deutsche Meisterin. Sie wurde 2016 und 2017 mit Walkenhorst zur Mannschaft des Jahres und 2020 zu den deutschen „Legenden des Jahrzehnts“ in der Kategorie „Mannschaft“ gewählt. Ludwig war auch insgesamt zwölfmal deutsche Beachvolleyballerin des Jahres.

## Karriere Halle
Ludwig begann 1994 beim Köpenicker SC mit dem Volleyball in der Halle. Die Leser der Fachzeitschrift Volleyball-Magazin wählten Ludwig in der Saison 2003/04 zur Aufsteigerin des Jahres. In der Saison 2004/05 stand sie mit Bayer Leverkusen und ihrer langjährigen Beachpartnerin Sara Goller in allen drei Endspielen (deutsche Meisterschaft, deutscher Pokal und Europapokal). In den Jahren 2009 und 2010 half sie in der zweiten Bundesliga für ein paar Spiele beim VfL Oythe aus.

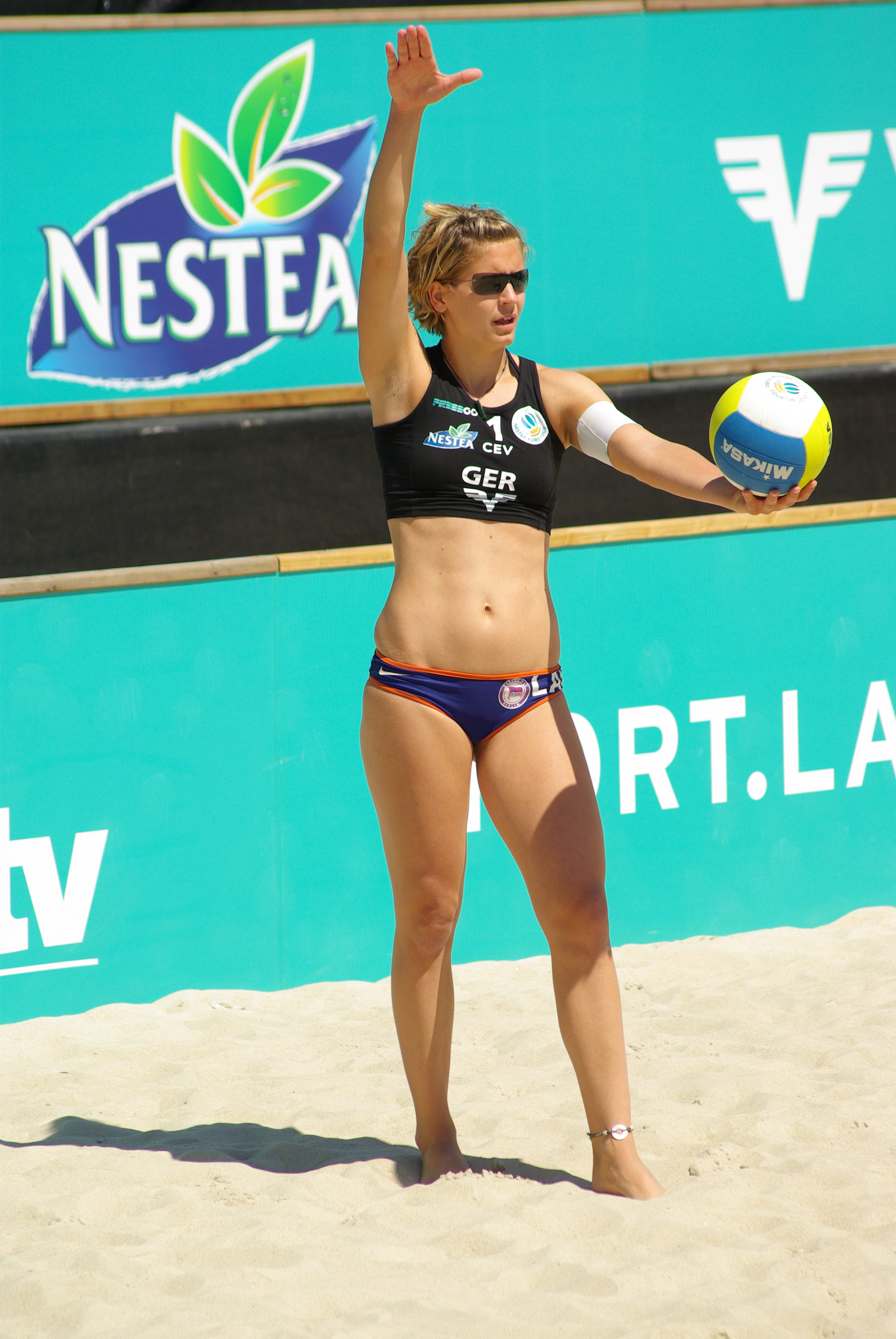
Austrian Masters 2008

## Karriere Beach

### 1999 bis 2008
Als Beachvolleyballerin ist Ludwig seit 1999 aktiv. Zunächst spielte sie mit Pauline Bergner und mit Jana Köhler, mit der sie 2003 Welt- und Europameisterin in der Altersklasse U18 wurde. Am 15. Mai 2004 gründete sie mit Sara Goller ein neues Duo, das sich unter dem Namen gollerplusludwig vermarktete und seit dem 1. November 2005 zu Hertha BSC gehörte. Die von Olaf Kortmann trainierten Spielerinnen feierten den ersten gemeinsamen Erfolg mit dem dritten Platz bei der U23-EM 2004 in Brünn. Die erste Teilnahme an der „großen“ Europameisterschaft in Timmendorfer Strand endete mit Rang 25. Im August 2004 geriet Ludwigs Karriere in Gefahr, da sie im Training einen Schlaganfall erlitt. Bei der nächsten Junioren-Europameisterschaft 2005 in Mysłowice holten Goller/Ludwig Silber. Im gleichen Jahr wurden die zum Nationalduo aufgestiegenen Frauen Dritter bei der Deutschen Meisterschaft und nahmen in Berlin erstmals an einer Weltmeisterschaft teil, wobei sie den 17. Platz belegten.
2006 etablierten sie sich dann endgültig in der deutschen Elite. Sie gewannen die U23-EM in St. Pölten, nahmen an der World Tour teil, wo sie einen fünften Platz in Acapulco erreichten, und wurden Vierte bei der EM in Den Haag. Im Finale gegen Rieke Brink-Abeler und Hella Jurich gewannen sie die deutsche Meisterschaft. Im folgenden Jahr setzten sie ihren Aufstieg fort. Bei der WM in Gstaad reichte es nur zum 17. Platz, aber bei der Europameisterschaft in Valencia erreichten sie das Finale. Außerdem gewannen sie bei Turnieren der FIVB World Tour die Silbermedaille in Espinho und die Bronzemedaille in Klagenfurt, erreichten den vierten Platz in Stavanger und den fünften Platz in Marseille. Laura Ludwig wurde 2007 von der FIVB als „Most Improved Player of the Year“ ausgezeichnet. Goller/Ludwig verteidigten in diesem Jahr ihren nationalen Titel im Endspiel gegen Helke Claasen und Antje Röder. Den bis dahin größten Erfolg ihrer Karriere erzielten die beiden Wahl-Hamburgerinnen mit dem Gewinn der Europameisterschaft 2008 in ihrem derzeitigen Wohnort. Kurz zuvor hatten sie sich bereits die Qualifikation für die Olympischen Spiele in Peking gesichert. Dort schieden sie im Achtelfinale nach einer Dreisatz-Niederlage gegen die Österreicherinnen Doris und Stefanie Schwaiger aus. Bei der deutschen Meisterschaft 2008 gewannen sie zum dritten Mal in Folge den nationalen Titel.

### 2009 bis 2012

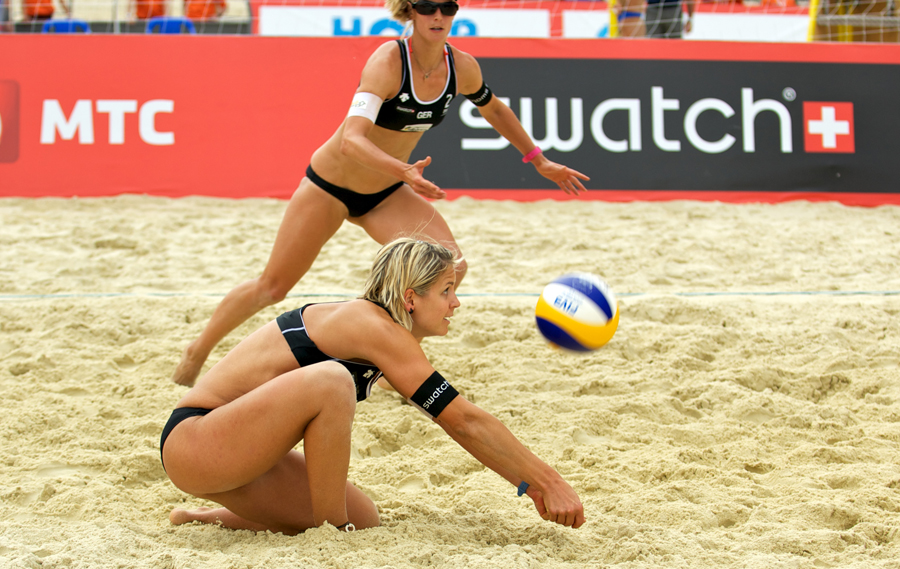
Grand Slam in Moskau 2012

Das Jahr 2009 war das Jahr der dritten Plätze für Laura Ludwig und Sara Goller. Bronzemedaillen gab es bei den FIVB-Turnieren in Brasília, Moskau und Marseille sowie bei der deutschen Meisterschaft in der Ahmann-Hager-Arena. Dazu kamen bei FIVB-Turnieren ein vierter Platz in Shanghai sowie drei fünfte Plätze. Bei der Europameisterschaft gewannen Goller und Ludwig die Silbermedaille. In diesem Jahr löste Laura Ludwig ihre Partnerin als Beachvolleyballerin des Jahres ab.
Erfolgreich starteten die beiden Athletinnen von Hertha BSC in das Jahr. Bei den Brasília Open besiegten sie zunächst die Olympiasiegerin Misty May-Treanor mit ihrer neuen Partnerin Nicole Branagh und anschließend das brasilianische Duo Larissa/Juliana. Im Finale mussten sich Ludwig/Goller allerdings den beiden Brasilianerinnen geschlagen geben wie schon beim Turnier in Portugal 2007 und somit ihren ersten Sieg bei der FIVB-Tour noch verschieben. Während sie in Shanghai den 25. Platz belegten, erreichten sie in Rom wiederum das Finale, scheiterten diesmal jedoch an den damaligen Weltmeisterinnen April Ross und Jennifer Kessy. Auch bei den folgenden Turnieren in Seoul und Moskau wurden Goller/Ludwig von den beiden Amerikanerinnen besiegt und belegten jeweils den fünften Platz. In Gstaad erreichten sie zum dritten Mal in dieser Saison das Finale, zum dritten Mal gab es jedoch eine Niederlage, diesmal wie in Brasilia gegen die topgesetzten Brasilianerinnen Larissa und Juliana. Nach einem fünften Platz in Marseille erreichten Ludwig/Goller in Klagenfurt zum vierten Mal 2010 einen Medaillenrang. Im Spiel um den dritten Platz besiegten sie die Österreicherinnen Barbara Hansel und Sara Montagnolli, an denen sie in Marseille noch beim Kampf um den Einzug ins Halbfinale gescheitert waren. Nach einem neunten Platz beim FIVB-Turnier in Polen gewannen sie ihre zweite Europameisterschaft. Im Finale besiegten sie ihre Landsfrauen Katrin Holtwick und Ilka Semmler. Anschließend wurde Laura Ludwig zum zweiten Mal in Folge zur Beachvolleyballerin des Jahres gewählt. Beim folgenden FIVB-Turnier in Sanya erreichte sie mit ihrer Partnerin nach Siegen über Kessy/Ross sowie die Olympiasiegerin und Weltmeisterin Kerri Walsh und Nicole Branagh wiederum das Endspiel, das sie gegen die Chinesinnen Xue und Zhang Xi verloren. Beim letzten Turnier des Jahres in Thailand belegten die Hamburgerinnen nach drei Siegen und zwei Niederlagen den fünften Platz.
Bei der Europameisterschaft 2011 in Kristiansand gewannen Goller/Ludwig die Bronzemedaille. Danach wurde Laura Ludwig zum dritten Mal in Folge zur Beachvolleyballerin des Jahres gewählt. Bei der deutschen Meisterschaft errang sie mit Sara Goller zum vierten Mal den nationalen Titel. Nicht ganz so erfolgreich wie im vergangenen Jahr waren die beiden Deutschen bei der FIVB World Tour. Neben einer Silbermedaille in Stavanger erreichten sie vier weitere Platzierungen unter den besten acht Teams. Bei den Myslowice Open belegten Ludwig/Goller den vierten Platz, in Brasilia sowie in Moskau wurden sie jeweils Vierte und in Åland Siebte. Bei der Weltmeisterschaft in Rom verloren sie im Achtelfinale gegen May-Treanor/Walsh. Zum Abschluss der Beachtour wurde Laura Ludwig als „Best Offensive Player“ des Jahres ausgezeichnet.
Goller/Ludwig erreichten bei der World Tour fünfte Plätze in Brasilia und Peking sowie neunte Ränge in Shanghai, Moskau, Gstaad, Berlin und Klagenfurt. In Rom wurden sie erst im Finale von den Schweizerinnen Kuhn/Zumkehr gestoppt. Bei der Europameisterschaft in Scheveningen belegten sie den neunten Platz. Anschließend siegten sie beim nationalen Turnier der Smart Beach Tour auf Norderney. Bei den Olympischen Spielen in London erreichten sie den zweiten Platz in der Gruppenphase und qualifizierten sich damit für das Achtelfinale. Dort trafen sie auf das zweite deutsche Duo Holtwick/Semmler, das sie mit 2:0 besiegten. Sie unterlagen dann aber im Viertelfinale dem brasilianischen Team Larissa/Juliana mit 0:2 und belegten damit den fünften Platz. Danach wurde Laura Ludwig zum vierten Mal in Folge zur Beachvolleyballerin des Jahres gewählt. Bei der deutschen Meisterschaft schieden Goller/Ludwig nach zwei Niederlagen vorzeitig aus und beendeten das Turnier auf dem siebten Rang. Im September 2012 trat Goller zurück.

### 2013 bis 2016
Laura Ludwig spielte seit 2013 mit Kira Walkenhorst für den Hamburger SV. Im ersten Turnier des Jahres 2013, dem CEV Satellite in Antalya erreichten Ludwig/Walkenhorst das Finale, das sie mit 0:2 gegen die Niederländerinnen van Gestel/Meppelink verloren. Nachdem sie wegen einer Verletzung von Walkenhorst das erste Turnier der Welttour in Fuzhou nicht spielen konnten, kamen sie in Shanghai auf den fünften Platz. In Den Haag erreichten sie den neunten Platz. Bei der WM in Stare Jabłonki erreichten Ludwig/Walkenhorst das Viertelfinale, wo sie gegen das chinesische Team Xue/Zhang Xi ausschieden und Fünfter wurden. Bei der Europameisterschaft in Klagenfurt erreichten sie den dritten Platz. Gegen Ende der Saison belegten Ludwig/Walkenhorst bei den Grand Slams in Moskau und São Paulo jeweils einen zweiten Platz. Auf der deutschen Smart Beach Tour erreichten sie dritte Plätze in Norderney, Hamburg und Münster. Im August wurde Ludwig zum fünften Mal in Folge zu Deutschlands Beachvolleyballerin des Jahres gewählt und wurde schließlich mit Walkenhorst deutsche Meisterin.
Beim Saisonstart in Fuzhou erreichten Ludwig/Walkenhorst den neunten Platz. Im ersten Grand Slam der Saison in Shanghai war das Team im Finale gegen die Chinesinnen Wang/Yue Y. erfolgreich und erreichte damit den ersten Sieg eines deutschen Teams in einem Grand Slam. Bei der Europameisterschaft in Quartu Sant’Elena gewannen Ludwig/Walkenhorst erneut die Bronzemedaille. Da Walkenhorst am Pfeifferschen Drüsenfieber erkrankte, musste Ludwigs Partnerin Anfang Juli die Saison vorzeitig beenden. Ludwig spielte die weiteren Turniere des Jahres mit Julia Sude, mit der sie beim Grand Slam in Stare Jabłonki Zweite wurde. Im August wurde Ludwig zum sechsten Mal in Folge zur Beachvolleyballerin des Jahres gewählt. Bei der deutschen Meisterschaft unterlagen Ludwig/Sude im Finale gegen Borger/Büthe.

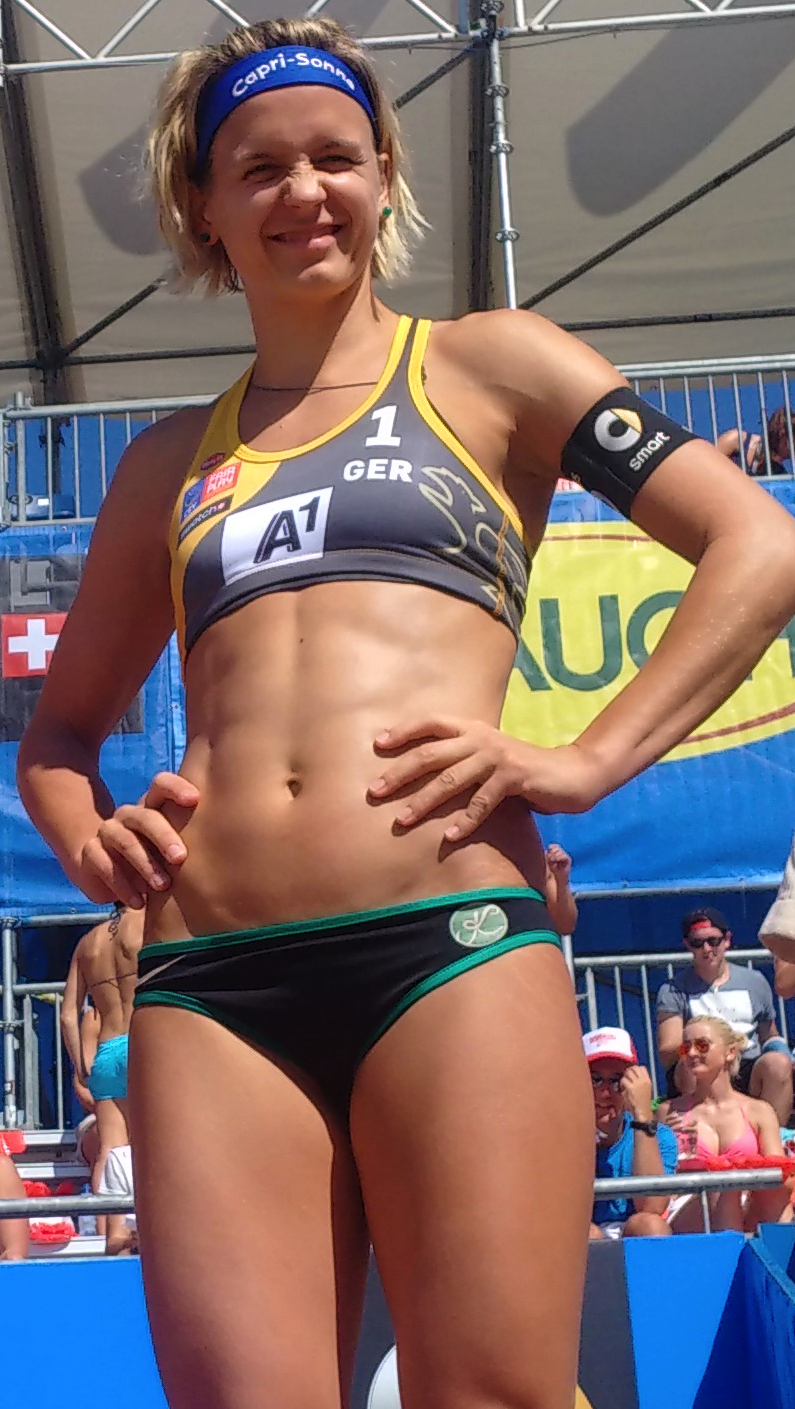
EM in Klagenfurt 2015

In der Saison 2015 spielte Ludwig wieder mit Walkenhorst. Beim Grand Slam in Moskau und beim Turnier der Major Series in Poreč erreichte das Duo jeweils den 17. Platz. In Stavanger verpassten Ludwig/Walkenhorst als Vierte nur knapp eine Medaille und beim Grand Slam in Saint Petersburg wurden sie Fünfte. Bei der Weltmeisterschaft in den Niederlanden erreichten sie nach einer Tiebreak-Niederlage gegen das Duo Dubovcová/Nestarcová die K.-o.-Runde. Dort mussten sie sich jedoch den Russinnen Ukolowa/Birlowa geschlagen geben und beendeten das Turnier auf dem 17. Rang. Beim anschließenden Major-Series-Turnier in Gstaad kamen sie als Fünfte erneut in die Top Ten. Beim Grand Slam in Yokohama gewannen sie das Finale gegen die neuen Weltmeisterinnen Bárbara Seixas und Ágatha Bednarczuk. Eine Woche später wurden sie im Endspiel gegen Ukolowa/Birlowa in Klagenfurt Europameister. Im August wurde Ludwig zum siebten Mal in Folge zur Beachvolleyballerin des Jahres gewählt. Beim Grand Slam in Long Beach erreichten Ludwig/Walkenhorst den dritten Platz, während sie in Olsztyn nur auf den neunten Rang kamen. Bei der deutschen Meisterschaft gewannen sie im Finale gegen Teresa Mersmann und Isabel Schneider ihren zweiten gemeinsamen Titel, für Ludwig persönlich war es bereits der sechste Sieg. Anfang Oktober unterlagen Ludwig/Walkenhorst im Endspiel des mit 100.000 US-Dollar höchstdotierten Beachvolleyball-Turniers in Fort Lauderdale („World Tour Final“) dem brasilianischen Duo Larissa/Talita. Eine Woche später gewannen sie in einem erneuten deutsch-brasilianischen Finale gegen Eduarda Lisboa und Elize Maia das Open-Turnier in Puerto Vallarta.

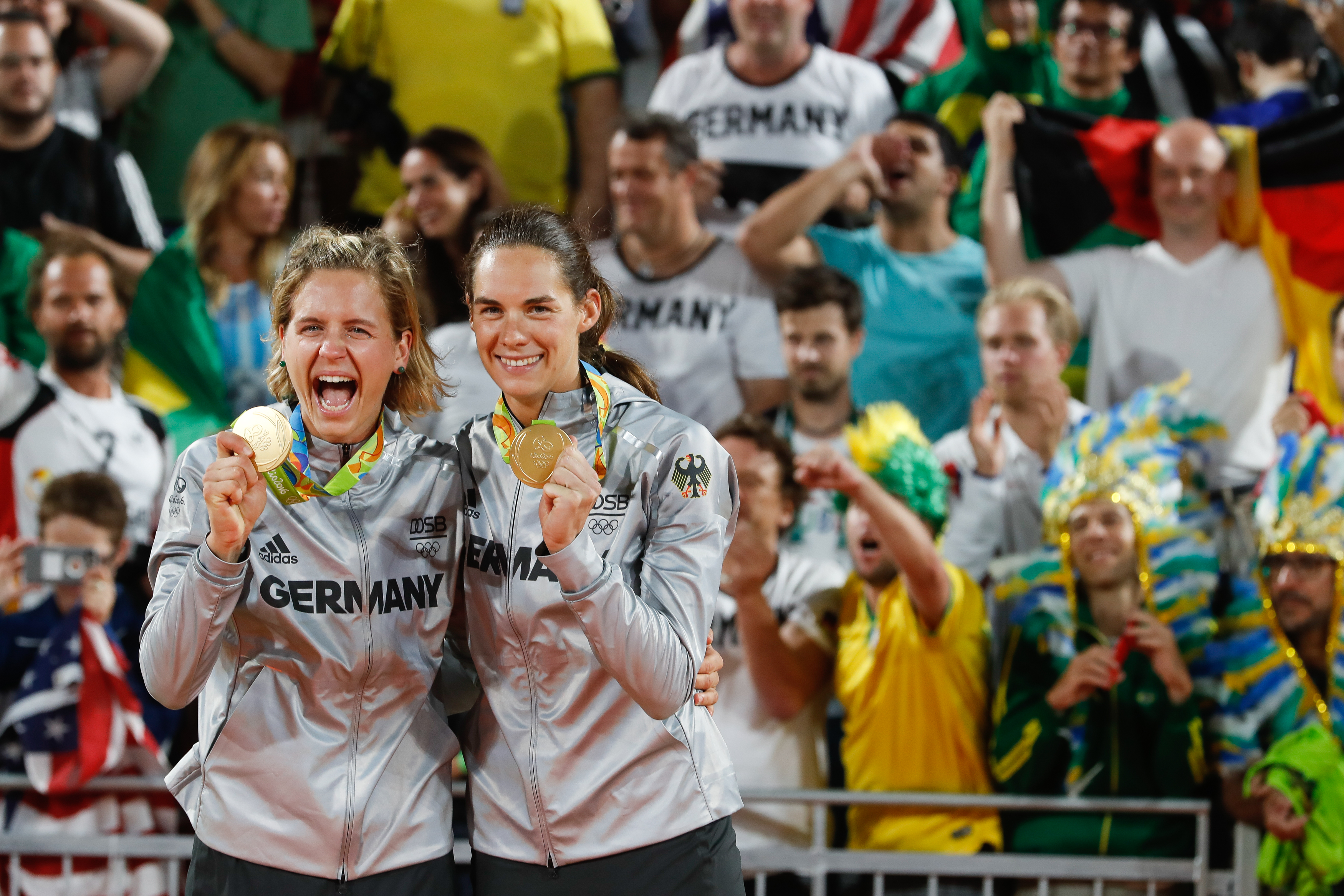
Laura Ludwig (links) und Kira Walkenhorst während der Siegerehrung bei den Olympischen Spielen 2016 in Rio de Janeiro

Im Mai 2016 gewannen Ludwig/Walkenhorst das Open-Turnier in Antalya. Bei der EM in Biel Anfang Juni wurden sie mit einem Sieg im Finale gegen die Tschechinnen Markéta Sluková und Barbora Hermannová erneut Europameister. Ludwig gewann damit bereits ihre vierte Goldmedaille bei Europameisterschaften. Eine Woche später gewannen Ludwig/Walkenhorst nach zwei 2:1-Siegen über Ross/Walsh im Halbfinale und gegen Bednarczuk/Seixas im Finale das Major-Turnier in Hamburg. Durch den Turniersieg beim anschließenden Grand Slam in Olsztyn kletterten Ludwig/Walkenhorst in der Weltrangliste auf den ersten Rang. Beim Poreč Major unterlagen sie im deutschen Duell um den dritten Rang gegen Borger/Büthe. In Gstaad erreichten sie den dritten Platz. Beim Major-Turnier in Klagenfurt gelang ihnen der fünfte Turniersieg bei der aktuellen World Tour. Als zweitbestes Team der Olympiarangliste qualifizierten sich Ludwig/Walkenhorst für die Olympischen Spiele in Rio de Janeiro. Dort kamen sie als Gruppensieger in die K.-o.-Runde und besiegten dann die Schweizerinnen Forrer/Vergé-Dépré und die Kanadierinnen Pavan/Bansley ohne Satzverlust. Mit einem weiteren 2:0 gegen die Brasilianerinnen Larissa/Talita erreichten sie das Finale. Dort besiegten sie das zweite brasilianische Duo Ágatha Bednarczuk und Bárbara Seixas ebenfalls mit 2:0 und wurden Olympiasiegerinnen; es war die erste Medaille für ein europäisches Frauenteam. Anschließend wurden Ludwig/Walkenhorst zu den Beachvolleyballerinnen des Jahres gewählt. Ludwig war damit bei den Frauen mit acht Auszeichnungen die erfolgreichste deutsche Spielerin. Im Finale der deutschen Meisterschaft setzten sich Ludwig/Walkenhorst gegen Laboureur/Sude durch und verteidigten damit ihren Titel erfolgreich. Beim FIVB Saisonfinale in Toronto gewannen Ludwig/Walkenhorst im Endspiel gegen die Schweizerinnen Zumkehr/Heidrich mit 2:0.

### 2017
Nach einer Schulteroperation musste Laura Ludwig in den ersten Monaten der Saison pausieren. Ihre Partnerin Kira Walkenhorst trat daher im Februar auf der FIVB World Tour in Fort Lauderdale mit Julia Großner an. Bei ihrem Comeback Anfang Mai gelang Ludwig an der Seite von Walkenhorst der Turniersieg beim Smart Super Cup in Münster. Beim Vier-Sterne-Turnier der World Tour 2017 in Rio de Janeiro Ende Mai erreichten Ludwig/Walkenhorst nach drei Siegen und einer 0:2-Niederlage im Viertelfinale gegen die Kanadierinnen Humana-Paredes/Pavan den fünften Platz. Die Drei-Sterne-Turniere in Moskau und Den Haag beendeten sie jeweils auf dem neunten Rang. Zum Major-Turnier in Porec trat Ludwig mit Margareta Kozuch an und wurde ebenfalls Neunte. Den Presidents Cup in Long Beach beendeten Ludwig/Walkenhorst auf dem vierten Platz. Bei der Weltmeisterschaft in Wien kamen sie als Gruppensieger in die K.-o.-Phase, in der sie ein chinesisches und zwei amerikanische Duos besiegten, bevor sie sich in einer Neuauflage des olympischen Halbfinales gegen die Brasilianerinnen Larissa/Talita durchsetzten. Mit einem 2:1-Sieg im Endspiel gegen das US-Duo Ross/Fendrick wurden sie als erste deutsche Frauen Weltmeisterinnen. Bei der Europameisterschaft in Jūrmala unterlagen Ludwig/Walkenhorst im Viertelfinale den späteren Europameisterinnen Glenzke/Großner und belegten Platz fünf. Beim FIVB Saisonfinale in Hamburg gewannen Ludwig/Walkenhorst im Endspiel gegen die Brasilianerinnen Ágatha/Duda mit 2:1. Anschließend wurde Ludwig zum neunten Mal in Folge zur Beachvolleyballerin des Jahres gewählt. Bei der Deutschen Meisterschaft unterlagen sie Borger/Kozuch und den späteren Vizemeisterinnen Gernert/Zautys und beendeten das Turnier auf Platz fünf.

### 2018 bis 2021
Am 28. Juni brachte Laura Ludwig ihren ersten Sohn zur Welt. Vater ist der schottische Beachvolleyballtrainer Imornefe Bowes.
Seit 2019 startete Ludwig an der Seite von Margareta Kozuch, da ihre Team-Partnerin Kira Walkenhorst (nach der Geburt ihrer Drillinge) pausierte. Nach durchwachsenen Ergebnissen wurden Kozuch/Ludwig zum Saisonende 2019 deutsche Vizemeisterinnen und gewannen das World Tour Finale in Rom. Außerdem wurde Ludwig zum zehnten Mal Deutschlands Beachvolleyballerin des Jahres. 2020 standen Kozuch/Ludwig erneut im Finale der deutschen Meisterschaft, das sie gegen Sandra Ittlinger und Chantal Laboureur verloren. Bei der Eröffnungsfeier der Olympischen Spiele in Tokio war Ludwig beim Einlauf der Nationen am 23. Juli 2021 zusammen mit Patrick Hausding Fahnenträgerin der deutschen Mannschaft. Beim olympischen Beachvolleyballturnier erreichten Kozuch/Ludwig als Zweite ihrer Vorrundengruppe das Achtelfinale, in dem sie gegen die Brasilianerinnen Ágatha/Duda gewannen. Im Viertelfinale schied das deutsche Duo gegen die späteren Olympiasiegerinnen aus den USA Klineman/Ross aus. Mit der Schweizerin Anouk Vergé-Dépré gewann sie im August das internationale King of the Court Turnier in Hamburg. Anschließend wurde sie zum elften Mal Deutschlands Beachvolleyballerin des Jahres. Bei der deutschen Meisterschaft im September trat sie zusammen mit Leonie Körtzinger an und wurde Fünfte.

### 2022 bis 2024
Aufgrund ihrer zweiten Schwangerschaft legte Ludwig im Sommer 2022 eine Spielpause ein. Ihr zweiter Sohn wurde am 16. Mai 2022 geboren. Am 1. April 2022 heiratete sie ihren langjährigen Partner Imornefe „Morph“ Bowes. Seit November 2022 war Laura Ludwig wieder international aktiv und ging mit Louisa Lippmann die Qualifikation zu den Olympischen Spielen 2024 an. Bei der Europameisterschaft 2023 in Wien gewannen Lippmann/Ludwig das Spiel um Platz drei gegen die Schweizerinnen Joana Mäder und Anouk Vergé-Dépré. Auf der World Beach Pro Tour gelangen ihnen fünfte Plätze beim Challenge-Turnier in Edmonton, beim Elite16-Turnier in Hamburg und beim Elite16-Turnier in Paris. Bei der anschließenden Weltmeisterschaft in Tlaxcala erreichten sie als Gruppenzweite die Hauptrunde, in der sie gegen die Brasilianerinnen Ágatha Bednarczuk und Rebecca Cavalcanti ausschieden. Im November wurden sie beim Elite16-Turnier in João Pessoa Dreizehnte. Anschließend wurde sie zum zwölften Mal Deutschlands Beachvolleyballerin des Jahres. Im März 2024 wurden Lippmann/Ludwig auf der World Beach Pro Tour beim Elite16-Turnier in Doha Fünfte und beim Challenge-Turnier in Saquarema Zweite. Über die Weltrangliste qualifizierten sich Lippmann/Ludwig als zweitbestes deutsches Duo für die Olympischen Spiele in Paris, wo sie ohne Sieg in der Vorrunde ausschieden. Im Anschluss gab Ludwig ihr Karriereende zum Saisonende bekannt. Bei ihren letzten drei offiziellen Turnieren wurde sie bei der Europameisterschaft in den Niederlanden Neunte, beim Elite16-Event in Hamburg Fünfte und in Timmendorfer Strand deutsche Vizemeisterin. Mit der Niederländerin Katja Stam gewann sie im September noch das King of the Court Turnier in Utrecht. 

## Spielstil
Laura Ludwig zeichnet sich durch ein vielseitiges Angriffsspiel, eine exzellente Technik und eine sehr gute Spielübersicht aus. Bei ihren Gegnerinnen ist sie unter anderem für ihren sogenannten „Laser“ gefürchtet, bei dem sie einen Abwehrball direkt in das gegnerische Feld zurückspielt.

## Sonstiges
Am 21. Juni 2025 wurde Ludwig mit 90,40 Prozent der Stimmen als Vizepräsidentin in den Vorstand des Hamburger SV e. V. gewählt.